# Anacroneuria melzeri
Anacroneuria melzeri är en bäcksländeart som först beskrevs av Navás 1932.  Anacroneuria melzeri ingår i släktet Anacroneuria och familjen jättebäcksländor. Inga underarter finns listade i Catalogue of Life.